# 3253 Gradie
3253 Gradie (1982 HQ1) là một tiểu hành tinh vành đai chính được phát hiện ngày 28 tháng 4 năm 1982 bởi Bowell, E. ở Flagstaff (AM).